# نجلاء ياسين
نجلاء عادل ياسين "أم ناصر" (ولدت في دمشق عام 1937- توفيت في القاهرة عام 2015) سياسية فلسطينية لبنانية الأصل، عملت مديرة لمكتب ياسر عرفات، انتخبت عضوا في لحركة فتح في عام 1989.

## نشأتها وبداياتها النضالية
ولدت نجلاء ياسين في دمشق عام 1937، لوالد فلسطيني وأم لبنانية.
كان والدها يشغل وظيفة منصب محافظ في جبل حوران، حصل والدها عادل محمد ياسين بعد ذلك على الجنسية السورية عندما تزوج من ابنة عمة التي قدمت من مدينة طرابلس. تلقت تعليمها المدرسي في دمشق، وتزوجت من فلسطيني من مدينة حيفا، وانتقلت وإياه من سوريا إلى الأردن في بداية الستينيات من القرن الماضي، وهناك التحقا بحركة القومين العرب.
انضمت في عام 1966 إلى حركة فتح وانتقلت عام 1970 بعد أحداث أيلول الأسود إلى بيروت، وأصبحت في عام 1973م مديرة لمكتب ياسر عرفات.
عملت أم ناصر على تأسيس المتحف الوطني للتراث الفلسطيني في تونس بعد انتقال قيادة الثورة إليها بعد العام 1982م، وكذلك انتخبت عضواً في الأمانة العامة في الاتحاد العام للمرأة الفلسطينية وتولت مسؤولية الإعلام ومن ثم أمانة السر.
انتخبت عضواً في المجلس الثوري لحركة فتح في المؤتمر الخامس الذي عقد في العاصمة التونسية في أغسطس 1989، وكذلك عينت بعد المؤتمر السادس عام 2009م عضواً في المجلس الاستشاري لحركة فتح.
نشطت في المحافل العربية والدولية وقامت بزيارات إلى عدة دول من موقعها في منظمة التحرير وحركة فتح.

## وفاتها
توفيت في القاهرة في 19 ديسمبر 2015 ودفنت فيها.